# پاتریسیا ارناندس
پاتریسیا ارناندس (اسپانیایی: Patricia Hernández‎؛ زادهٔ ۸ سپتامبر ۱۹۷۰) بازیکن زن بسکتبال اهل اسپانیا بود. وی در بازی‌های المپیک تابستانی ۱۹۹۲ شرکت کرده‌است.